# Terror Blanco en Taiwán

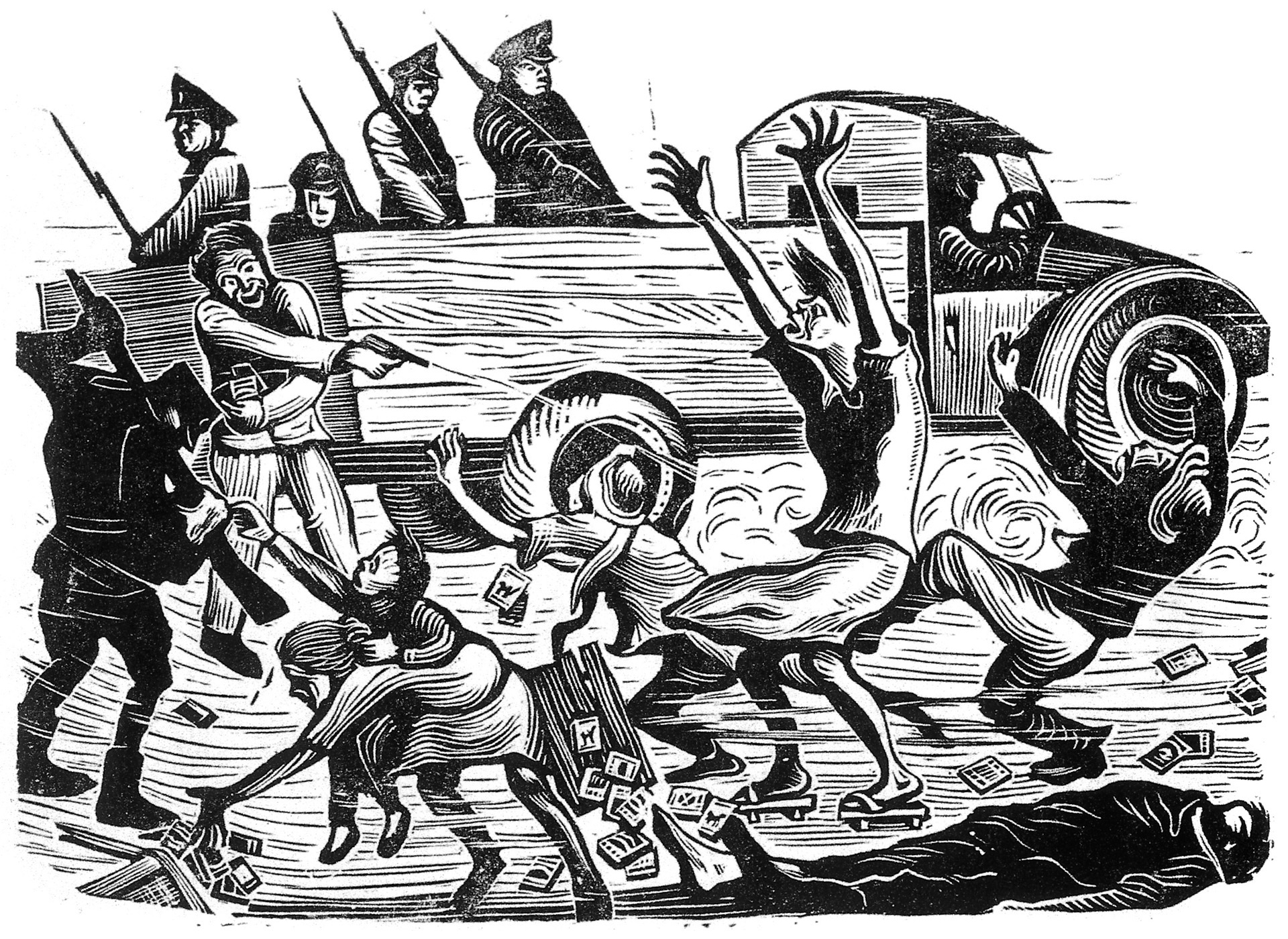
Jun Li (Huang Rong-can) (1916-1952): Fuerzas del estado taiwanés ejerciendo represión política hacía el pueblo.

El Terror blanco en Taiwán (chino tradicional: 白色恐怖, chino simplificado: 白色恐怖, pinyin: báisè kǒngbù) fue la represión de disidentes políticos a partir del incidente del 28 de febrero de 1947. El periodo de ley marcial duro 38 años y 57 días, desde el 19 de mayo de 1949 hasta el 15 de julio de 1987. El período de tiempo en el que regía la ley marcial en Taiwán fue el más largo de la historia en el momento en que fue levantada, solamente sobrepasada por la ley marcial en Siria que duró medio siglo, desde 1963 hasta el 2011.

## Desarrollo
El término «Terror Blanco» en su acepción más amplia se refiere al marco de tiempo desde 1947 hasta 1987. Alrededor de 140.000 taiwaneses fueron encarcelados durante dicho período, de los cuales entre 3000 y 4000 (unos 28.000 durante toda la dictadura) fueron ejecutados por su real o percibida oposición al Kuomintang (KMT, Partido Nacionalista Chino) liderado por Chiang Kai-shek. No obstante, hubo persecuciones tardías entre 1950 y 1953. La mayoría fueron catalogados como «espías bandidos» ( 匪諜) por el Kuomintang, a los que se intentaba relacionar con los comunistas de la República Popular China, y castigados como tal.
El objetivo del Kuomintang fueron mayormente intelectuales taiwaneses y élites sociales que no temían al partido y se resistían a la dictadura. También fueron perseguidos aquellos que simpatizaban con ideas comunistas. La Formosan League for Reemancipation fue un grupo independentista taiwanés establecido en 1947, cuyos miembros fueron arrestados en 1950 por estar presuntamente bajo control comunista. También fue perseguido por acusaciones similares the World United Formosans for Independence. No obstante, las acusaciones del KMT no siempre tuvieron fundamentos claros. En 1968, Bo Yang fue encarcelado por su traducción de cómics de Popeye. Un gran número de las víctimas fueron ciudadanos de China, que llegaron a Taiwán gracias al KMT. Muchos ciudadanos chinos que sobrevivieron al Terror Blanco, como Bo Yang o Li Ao, fueron después promotores de la democratización en Taiwán y posteriores reformas en el Kuomintang. En 1969, el futuro presidente Lee Teng-hui fue arrestado e interrogado durante más de una semana por el Taiwán Garrison Command, que reclamaba información sobre sus “actividades comunistas” y donde le dijeron que “matarte en este momento es tan fácil como aplastar a una hormiga hasta la muerte”. Tres años más tarde, fue invitado a unirse al gabinete de Chiang Ching-kuo.
El temor a hablar abiertamente sobre el Terror Blanco y el Incidente del 28 de febrero fue decreciendo tras el levantamiento de la ley marcial en 1987, culminando con el establecimiento de un memorial público y una disculpa de la mano del presidente Lee Teng-hui en 1995. En 2008, el presidente Ma Ying-jeou pronunció un discurso sobre el Terror Blanco que tuvo lugar en Taipéi, en el cual pidió disculpas a las víctimas y a sus familias en nombre del gobierno, y expresó su deseo de que similar tragedia jamás volviera a suceder en Taiwán.

## Legado
Desde el levantamiento de la ley marcial en 1987, el gobierno ha establecido la Fundación Memorial del Incidente del 28 de febrero, y un fondo de responsabilidad civil respaldado por donaciones públicas para las víctimas y familiares. Sin embargo, todavía hoy descendientes de las víctimas no saben que sus familiares fueron víctimas del incidente, mientras familiares de víctimas en China no conocen los detalles del altercado. Las víctimas y familiares que han recibido compensación más de dos veces todavía reclaman que se juzgue a los soldados que todavía están vivos y que fueron responsables directos de las muertes.

## El Terror Blanco en el arte

### Cine
La película City of Sadness dirigida por Hou Hsiao-hsien fue la primera película que relataba la llegada del Kuomintang y el Incidente del 28 de febrero, ganando el León de Oro en el Festival de Cine de Venecia en 1989. El thriller Formosa Betrayed de 2009 relata los sucesos desde el punto de vista de la motivación tras el movimiento independentista taiwanés y sus activistas.

### Libros
La novela de la taiwanesa-americana Julie Wu “The Third Son” cuenta el evento y sus secuelas desde el punto de vista de un niño taiwanés. En 2013, la autora Jennifer J. Chow publica “The 228 Legacy”, donde da voz a las emociones de aquellos que vivieron los acontecimientos pero que reprimieron su conocimiento por medio. La novela cuenta cómo el impacto del incidente ha perdurado e influenciado múltiples generaciones de una misma familia.
La novela de Shawna Yang Ryan "Green Island" narra la historia de como el incidente afectó a tres generaciones de una familia taiwanesa.

### Videojuegos
En 2017 una desarrolladora de videojuegos taiwanesa llamada Red Candle Games lanzó Detention, un juego de terror y supervivencia creado y desarrollado para Steam. Es un juego en 2D en una atmósfera de terror con desplazamiento lateral centrado en los años 60 en Taiwán bajo la ley marcial tras el Incidente del 28 de febrero. El juego también incluye elementos religiosos basados en la cultura y mitología taiwanesa. El juego recibió críticas positivas de expertos. Rely On Horror le dio al juego 9 puntos sobre 10, diciendo que “cada faceta de Detención se mueve en un solo paso armonioso hacia una tragedia inevitable, ahogando el mundo que te rodea.”